# Francisco de Castro (acadêmico)
Francisco de Castro (Salvador, 17 de setembro de 1857 — Rio de Janeiro, 11 de outubro de 1901) foi um médico, filólogo, professor, poeta, orador brasileiro. Eleito para a cadeira 10 da Academia Brasileira de Letras, em 10 de agosto de 1899.
Pai de Aloísio de Castro.

## Biografia

### Infância e juventude
Era filho de Joaquim de Castro Guimarães e de Maria Heloísa de Matos. Logo cedo ficou órfão de mãe, e o pai, negociante, empenhou-se em lhe dar esmerada educação, e encaminhou-o para o Ateneu Baiano.

## Obras
- Harmonias errantes, poesia, (1878); [1]
- Polêmica pessoal (1894);
- Discursos (1902);
- Da correlação das funções;
- O inventor Abel Parente do ponto da Medicina Legal e da moral pública;
- Tratado de Clínica Propedêutica, 2 vols.